# Наждак
Наждак (рос. наждак від тур. naždak — «велика палиця», «дволезова сокира»), шме́ргель (від нім. Schmirgel, пол. szmergiel) — різновид корунду (суміш корунду з магнетитом, гематитом і шпінеллю), тонкозернистий твердий мінерал. Застосовується для шліфування і полірування різних пород мінералів і металів. Поширений в Малій Азії, Уралі, Китаї і ін. Наждак змелюють на особливому млині, просіюють, відмочують у воді і він надходить у продаж під різними номерами, залежно від більшого чи меншого ступеню подрібнення.
Розрізняють
- наждак ронсберзький (торговельна назва суміші герциніту з гранатом і роговою обманкою).